# Восход (судно на підводних крилах)

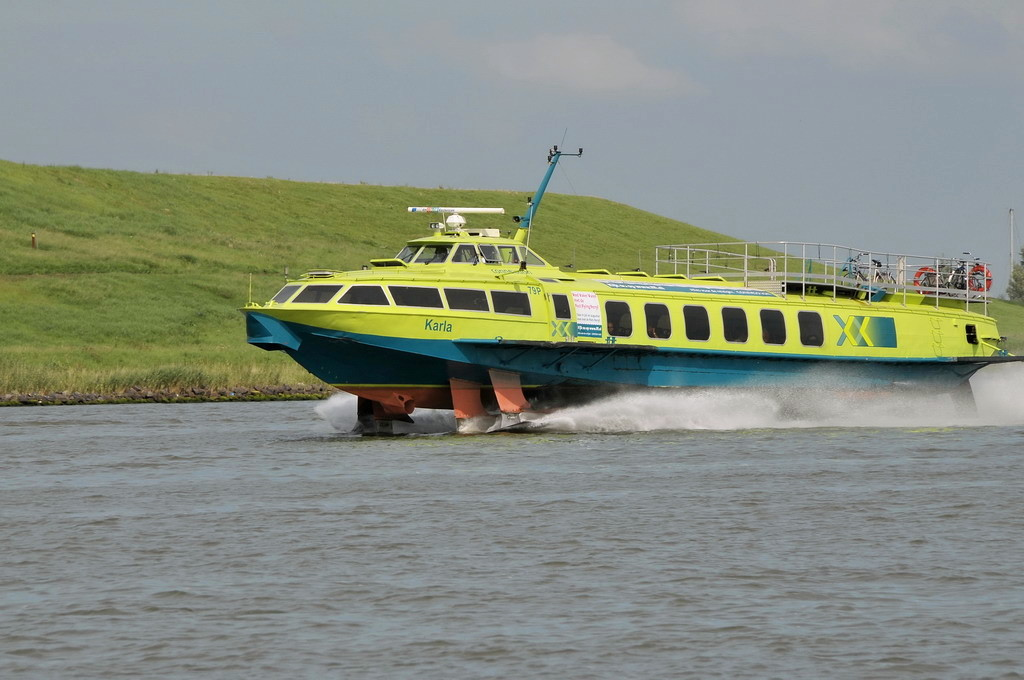
«Восход» у Нідерландах

«Восход» (укр. «Схід») — серія українських радянських швидкісних пасажирських суден на підводних крилах проектів 352 і 03 521. Призначались для пасажирських перевезень по річках і водосховищах, прибережних районах моря. Головний конструктор — Ростислав Алексєєв.
«Восходи» були створені для заміни застарілих суден на підводних крилах «Ракета» і «Метеор».

## Історія
Перше судно серії побудоване в 1973. Серійне виробництво здійснювалось на суднобудівному заводі «Море» у Феодосії. Високооборотні дизельні двигуни для теплохода поставлялися Леніградським заводом «Зірка» і заводом «Барнаултрансмаш». До початку 1990 років було побудовано більше 150 суден. У 1990-х виробництво «Восходів» практично зупинилося через відсутність замовлень.
Крім республік СРСР «Восходи» поставлялися у вісімнадцять країн світу.

## «Восходи» в Україні
В Україні теплоходи «Восход» експлуатувались у Дніпровсько-Бузькому лимані, на річках Дніпро та Південний Буг. Південним Бугом теплоходи ходили до міста Вознесенськ. З розпадом СРСР та подальшими економічними проблемами їх експлуатація поступово припинилась. В 2016 році у Миколаєві компанія «Нібулон» відновила 2 теплоходи і передала їх в експлуатацію.

## Технічні характеристики
- Пасажиромісткість: 71.